# جون فيك
جون فيك (بالإنجليزية: John Fick)‏ هو لاعب كرة قاعدة أمريكي، ولد في 18 مايو 1921، وتوفي في 9 يونيو 1958.

## وصلات خارجية
- جون فيك على موقع دوري كرة القاعدة الرئيسي (الإنجليزية)
- جون فيك على موقعبيزبول رفرنس.كوم (الدوري الرئيسي) (الإنجليزية)
- جون فيك على موقعبيزبول رفرنس.كوم (الدوري الثانوي) (الإنجليزية)